# Merdeka (Atabae)
Merdeka (malaiisch für „unabhängig“) ist ein Ortsteil des osttimoresischen Dorfes Aidabaleten in der Aldeia Tutubaba (Suco Aidabaleten, Verwaltungsamt Atabae, Gemeinde Bobonaro). Er liegt in einer Meereshöhe von 12 m.
Von der Sawusee aus gesehen besteht Merdeka aus der Besiedlung entlang der dritten Straße, die parallel zur Küste verläuft. Es ist der östliche Ortsrand. Westlich schließt sich das Zentrum von Aidabaleten an, nördlich liegt Talilaran und südlich Malarara.